# Улица Невзоровой
Улица Невзо́ровой — улица в Невском районе Санкт-Петербурга. Проходит от проспекта Елизарова до Зубковской улицы.

## История
Первоначальное название Земская улица (от проспекта Елизарова до улицы Ольги Берггольц) известно с 1911 года, дано по находившейся здесь уездной земской управе. В 1912 году продлена до Зубовской улицы. 3 августа 1940 года переименована в улицу Ломоносова, в честь М. В. Ломоносова, в связи с тем, что в этом районе находился Фарфоровый завод, носивший его имя.
Современное название улица Невзоровой присвоено 6 июня 1975 года, в честь З. П. Невзоровой, участницы революционного движения в России, члена Петербургского Союза борьбы за освобождение рабочего класса, агента марксистской газеты «Искра».

## Достопримечательности
- ОАО «Энергомеханический завод»
- школа № 340
- Санкт-Петербургское государственное учреждение здравоохранения Городская больница № 23